# Super Mario Kart
Super Mario Kart — гоночна відеогра, розроблена та опублікована Nintendo для ігрової консолі Super Nintendo Entertainment System. Була запущена в Японії 27 серпня 1992 року, в Північній Америці — 1 вересня 1992 року, а в Європі — 21 січня 1993 року. Продавшись накладом понад дев'ять мільйонів копій у всьому світі, гра стала третьою найпродаванішою для SNES всіх часів. Super Mario Kart повторно вийшла на Wii Virtual Console в Японії 9 червня 2009 року, в Північній Америці — 23 листопада 2009 року, а в Європі — 2 квітня 2010 року. Також випускалася на Wii U's Virtual Console в Японії 19 червня 2013 року, — Європа 27 березня 2014 року, а в Північній Америці — 6 серпня 2014 року.

## Ігровий процес

### Основи
Гравець керує мініатюрним автмобілем — картом, водієм якого є персонажі інших ігор серії Mario. Проїжджаючи крізь зображення зі знаками питання на трасі, карт отримує вдосконалення і ставить перешкоди противникам. Доступно вісім ігрових персонажів, їх пари мають особливості керування: Маріо і Луїджі (збалансовані автомобілі), Принцеса Піч і Йоші (швидке прискорення), Боузер і Данкі Конг молодший (висока максимальна швидкість), Купа Трупа і Тоад (висока керованість). На трасах розкидані монети, збираючи їх (максимум 10), карт отримує прискорення. Потрапляючи на перешкоди або зазнаючи зіткнень, він втрачає від 1 до 4 монет.
Спочатку гравцеві доступні три кубка і два рівня складності — 50cc і 100cc. Після перемоги в усіх трьох кубках на другому рівні складності відкривається четвертий секретний кубок. Після отримання чотирьох кубків на рівні 100cc, відкривається третій рівень складності — 150cc. Кожен кубок складається з 5 гонок по 5 кіл кожна, що відбуваються на різних трасах, яких загалом 20. Щоб продовжувати виступ у кубку, гравцеві необхідно фінішувати в першій четвірці. Перемоцям нараховуються очки за системою 9-6-3-1. Переможцем в кубку стає той, хто набрав найбільшу кількість очок.

### Один гравець
- Mario Kart GP — перегони проти 7-х опонентів, що тривають 5 кіл. Гравець стартує на останньому місці, а якщо в кінці кола входить у четвірку переможців, починає наступне. В запасі є 4 карта, з кожним програним колом гравець втрачає один. У верхній частині відображається сам ігровий процес, а в нижній — спрощений вид траси з положенням на ній учасників.
- Time Trial — гравець повинен побити свій попередній рекорд подолання траси.

### Два гравці
- Mario Kart GP — перегони двох гравців проти 6-и опонентів. Починають на місцях 7 і 8. У нижній і верхній частинах екрану зображається ігровий процес з боку першого і другого гравців відповідно.
- Match Race — перегони одного гравця проти другого.
- Battle Mode — перегони, де метою є позбавити противника 3-х захисних кульок. Основний акцент в цьому режимі робиться на використання поліпшень і перешкод[1].